# Mollisquama mississippiensis
Lo squalo tasca americano (Mollisquama mississippiensis) è un membro della famiglia dei Dalatiidi diffuso nel Golfo del Messico. Si differenzia dall’altra specie di Mollisquama, Mollisquama parini, perché ha un organo putativo posto centralmente appena posteriore al margine mascellare inferiore, i fotofori distribuiti irregolarmente lungo molte aree  del corpo, una serie di 16 aggregazioni di fotofori ventrali-addominali, denti superiori senza una cresta della superficie labiale (Mollisquama parini ha una cresta della superficie labiale) e denti inferiori con un solco basale debole o assente (Mollisquama parini ha un solco basale profondo). Le caratteristiche esterne distintive, l’organo a fossa e l’aggregazione dei fotofori, erano chiaramente riconoscibili quando la specie fu catturata e dopo la conservazione. Queste funzioni non sono state riportate come presenti su Mollisquama parini.